# Асирийци в Грузия
Асирийците са малък по численост народ в Грузия. Според преброяването на населението през 2002 година, те са 3299 души, или 0.075 % от населението на страната.

## Численост и дял
Численост и дял на асирийците според преброяванията на населението в Грузия през годините:
| Година | Дял (в %) | Численост |
| ------ | --------- | --------- |
| 1926   | 0.108     | 2904      |
| 1939   | 0.132     | 4707      |
| 1959   | 0.123     | 5005      |
| 1970   | 0.119     | 5617      |
| 1979   | 0.105     | 5286      |
| 1989   | 0.114     | 6206      |
| 20021  | 0.075     | 3299      |

1 Без Абхазия и Южна Осетия.